# Alfonso Silva
Alonfos Silva, teljes nevén Alfonso Silva Placeres (Las Palmas de Gran Canaria, 1926. március 19. – 2007. február 16., Konstanz, Németország) spanyol labdarúgó, középpályás.

## Pályafutása
Karrierjét lakóhelyéhez közel, a kanári-szigeteki, azóta megszűnt RC Victoria csapatában kezdte. Itt 1941-től 1945-ig játszott.
1946-ban kezdődött pályafutása legsikeresebb időszaka, ekkor ugyanis az Atlético de Madrid szerződtette. A matracosoknál tizenegy év alatt több mint százötven bajnokin játszott, ezeken harmincnégy gólt szerzett. Az Atletivel 1950-ben és egy évvel később bajnoki címet ünnepelhetett, 1951-ben a szuperkupát is sikerült elhódítania a klubbal. 1957-ben fegyelmi vétség miatt jött el a spanyol fővárosból.
1957-ben hazatért, és egy évet még lehúzott a Las Palmasnál, majd 1958-ban, harminckét évesen visszavonult.
A spanyol válogatottban öt összecsapáson kapott lehetőséget, valamint részt vett az 1950-es vb-n is. Egy gólja van. A spanyolon kívül egy alkalommal tagja volt a Kanári-szigetek legjobb játékosaiból egyszer összehívott csapatnak is, amely 1950-ben egy gálameccsen az argentin San Lorenzo de Almagro gárdáját győzte le 4–2-re.

## Sikerei, díjai
- Bajnok: 1949-50, 1950-51
- Szuperkupa-győztes: 1951